# Jim the Penman (film fra 1921)
Jim the Penman er en amerikansk stumfilm fra 1921 af Kenneth Webb.

## Medvirkende
- Lionel Barrymore som James Ralston
- Ned Burton som Enoch Bronson
- Charles Coghlan som Redwood
- James Laffey som E. J. Smith
- Gladys Leslie som Agnes Ralston
- Douglas MacPherson som Louis Percival
- Anders Randolf som Hartfeld
- Arthur Rankin som Drelincourt
- Doris Rankin som Nina Bronson